# Кафкас, Толунай
Толунай Кафкас (тур. Tolunay Kafkas; род. 31 марта 1968, Анкара) — турецкий футболист и футбольный тренер.

## Игровая карьера
Толунай Кафкас родился 21 марта 1968 года в Анкаре, столице Турции. Начинал футбольную карьеру в местном клубе «Тюрк Телекомспор». В 1989 году он стал игроком клуба Второй лиги «Кечиоренгюджю», через год Кафкас перебрался в другую команду лиги «Диярбакырспор». В 1991 году он перешёл в «Эрзурумспор», также выступавший во второй по значимости лиге Турции.
Наконец в сезоне 1992/93 Кафкас присоединился к «Коньяспору», команде Первой лиги, в составе которой дебютировал в лиге в рамках 1-го тура в гостевом поражении (1:2) от «Айдынспора». А первый гол за «Коньяспор» Кафкас забил 23 января 1993 года в победном домашнем матче (5:2) против всё того же «Айдынспора». «Коньяспор» по итогам чемпионата занял последнее место и покинул элитную лигу, а Кафкас перешёл в «Трабзонспор», где провёл следующие 6 сезонов. В составе «Трабзонспора» он стал обладателем Кубка Турции в 1995 году, а наиболее удачным для него выдался сезон 1995/96, в котором Кафкас провёл в лиге 33 матча и забил 8 мячей.
Летом 1998 года Кафкас стал игроком «Галатасарая», но на поле появлялся редко. В 1999 году Кафкас перешёл в «Бурсаспор», середняк чемпионата Турции, в котором был игроком основы. В сезонах 2000/01 и 2001/02 Кафкас выступал за «Денизлиспор». После чего он перебрался в Австрию, где с 2002 по 2005 год играл за «Суперфунд», ЛАСК и «Адмира Ваккер Мёдлинг».

## Международная карьера
За сборную Турции Толунай Кафкас провёл 33 матча и забил 3 мяча. Дебют его состоялся 21 декабря 1994 года в гостевом товарищеском поединке против сборной Италии. Тогда же он забил свой первый гол за национальную команду, на 60-й минуте сократив разрыв в счёте. Матч закончился победой итальянцев со счётом 3:1. Следующий раз Кафкас отличился голом в товарищеском матче против сборной Гондураса, проходившем в канадском Торонто 11 июня 1995 года. Его мяч на 89-й минуте оказался единственным в игре.
Толунай Кафкас попал в состав сборной на чемпионат Европы 1996, где провёл почти весь матч против сборной Хорватии (заменён на 88-й минуте) и вышел на замену в игре с Португалией (на 63-й минуте).

## Тренерская карьера
После завершения карьеры профессионального футболиста Толунай Кафкас начал тренерскую деятельность, возглавив в 2007 году «Кайсериспор». В первом же сезоне команда под его руководством занимает 5-е место в чемпионате и выигрывает Кубок Турции, который являлся на тот момент единственным значимым трофеем в истории «Кайсериспора» на внутренней арене. Следующие 2 года Кафкас оставался на прежнем посту в «Кайсериспоре», который занимал 7-е и 8-е места в чемпионатах 2008/09 и 2009/10. Летом 2010 года Кафкас возглавил «Газиантепспор», который смог привести к 4-му месту по итогам Суперлиги 2010/11 и полуфиналу Кубка Турции.
Далее Кафкас работал главой отдела развития футбола в Футбольной федерации Турции, а с октября 2011 года тренировал молодёжную сборную Турции. В конце января 2013 года он сменил Шенола Гюнеша на посту главного тренера клуба «Трабзонспор». К тому времени один из грандов турецкого футбола скатывался в турнирной таблице к зоне вылета. Смена тренера пошла команде на пользу, и она заняла по итогам чемпионата 9-е место. Однако этот успех тренера на общем фоне провального для «Трабзонспора» сезона не гарантировал Кафкасу сохранение его должности. В июне 2013 года, когда руководство клуба задумало тотальную перестройку команды, для Кафкаса не нашлось места в новом «Трабзонспоре».
Кафкас перед началом сезона 2013/14 возглавил «Карабюкспор». Команда под его руководством показывала уверенную игру и боролась за место в Лиге Европы. «Карабюкспор» занял итоговое 7-е место, но из-за дисквалификации УЕФА ряда турецких клубов получил-таки заветную путёвку в еврокубки. В Лиге Европы его команда смогла пройти норвежский «Русенборг» и выиграла первый домашний поединок против французского «Сент-Этьена» со счётом 1:0. В ответной же встрече турки проиграли с тем же счётом и уступили французам в серии пенальти. А в конце января 2015 года Кафкас подал в отставку с должности главного тренера «Карабюкспора», команда к тому времени находилась в 1 балле от зоны вылета.

## Достижения

### В качестве игрока
«Трабзонспор»
- Обладатель Кубка Турции (1): 1994/95

 «Галатасарай»
- Чемпион Турции (2): 1997/98, 1998/99
- Обладатель Кубка Турции (1): 1998/99

### В качестве главного тренера
«Кайсериспор»
- Обладатель Кубка Турции (1): 2007/08